# الحمة (ذمار)
الحمه هي إحدى قرى الجمهورية اليمنية. وهي تتبع جغرافيًا لمحافظة ذمار. وإداريًا لمديرية الحداء. يبلغ تعداد سكانها 1331 نسمة حسب الإحصاء الذي جرى عام 2004.